# Capdown
Pour les articles homonymes, voir Soap.
Capdown est un groupe britannique de punk hardcore, originaire de Milton Keynes, en Angleterre, actif entre 1997 et 2021. Connus à l'origine sous le nom de Soap, leurs chansons ont des thèmes politiques, comme l'indique leur nom, qui est l'abréviation de Capitalist Downfall (chute du capitalisme). Mélangeant ska, punk, hardcore, dub, drum and bass et reggae, Capdown s'est forgé une réputation grâce à ses sorties indépendantes et ses nombreuses tournées.

## Histoire
Les membres du groupe jouent ensemble depuis l'âge de 14 ans. Le groupe, initialement connu sous le nom de Soap, avait envoyé la démo de l'EP Time For Change au label indépendant Household Name Records en 1998 et avait joué un concert avec Link 80 à la demande du label, ce qui leur vaudra d'être signés chez eux. L'EP sort en 1999 sous le nouveau nom du groupe, Capdown (abréviation de Capitalist Downfall),,,.
En mai 2000, Household Name Records sort le premier album de Capdown, Civil Disobedients. L'album contient du punk hardcore, mais aussi du ska et du dub. Selon Drowned in Sound, l'album donne le coup d'envoi d'une scène punk underground. L'album est ensuite classé 76e dans la liste des 100 meilleurs albums de la décennie établie par le NME. La même année, Capdown donne près de 250 concerts.
Au début de l'année 2001, Capdown tourne avec un certain nombre de groupes américains établis, dont Less Than Jake, et participe au festival Deconstruction touring avec Pennywise et Lagwagon.
En septembre 2001, Capdown sort son deuxième album, Pound for the Sound, qui reçoit des critiques positives de Kerrang!. L'année suivante, le groupe tourne avec Bad Religion et Hundred Reasons. Capdown apparaît en 2002 dans le documentaire de la BBC Brassic Beats sur la scène ska punk britannique.
En 2003, le groupe signe chez Fierce Panda Records et sort deux EP : Act Your Rage et New Revolutionaries. Le premier atteint la 80e place du UK Singles Chart le 10 mai 2003,. En novembre 2004, Civil Disobedients et Pound for the Sound se sont vendus ensemble à plus de 30 000 exemplaires. Le groupe est acclamé par la presse spécialisée pour ses concerts. En 2006, Capdown joue au premier Slam Dunk Festival.
La formation finale est composée de Jake Sims-Fielding (chant et saxophone), Robin « Boob » Goold (guitare basse), Keith Minter (guitare et chant), Tim Macdonald (batterie) et d'un nouveau venu, Andrew « Eddie » Hunt (claviers/échantillons). Ils sortent leur dernier album le 5 février 2007, intitulé Wind Up Toys sur Fierce Panda Records.
Le groupe se sépare après sa dernière tournée au Royaume-Uni, qui devait avoir lieu le 9 novembre 2007 dans leur ville natale de Milton Keynes, Cependant, leur « dernier concert » a lieu le 7 juin 2008 au Pitz Club de Milton Keynes après un « échauffement » le 5 juin 2008 au Peel de Kingston upon Thames.
Capdown est annoncé en 2010 pour une réunion exclusive au Slam Dunk Festival, qui s'est tenu à Londres et à Leeds les 29 et 30 mai de la même année. Cependant, le groupe joue également au Rebellion Festival à Blackpool le 6 août 2011. En outre, ils se produisent au Hevy Music Festival  dans le Kent, entre le 5 et le 8 août 2011 et au Reading and Leeds Festival les 27 et 28 août 2011. En décembre 2014, le groupe joue avec Me First and the Gimme Gimmes et The Skints lors du Jägermeister Music Tour.
En mai 2012, 2014, 2016, 2018 et septembre 2021, le groupe joue au Slam Dunk Festival à Leeds et Hatfield, au Royaume-Uni.

## Discographie

### Albums studio
- 2000 : Civil Disobedients (Household Name)
- 2001 : Pound for the Sound (Household Name)
- 2007 : Wind Up Toys (Fierce Panda)

### Singles
- 2003 : Act Your Rage (Fierce Panda)
- 2003 : New Revolutionaries (Gravity DIP)
- 2006 : Keeping Up Appearances (Fierce Panda)
- 2007 : Surviving the Death of a Genre (Fierce Panda)
- 2007 : No Matter What (Fierce Panda)

### Clips
- 2003 : Act Your Rage
- 2003 : New Revolutionaries

### Autres
- 1999 : Time for Change EP (Household Name)
- 2000 : Split EP (Household Name) (split avec Link 80)
- 2001 : Christmas Fisting EP (Household Name) (split avec Hard Skin and Southport)
- 2004 : Live in Brighton (Punker Bunker) (DVD live ; split avec Rude Bones)
- 2005 : Live in M.K. (Gravity DIP) (album live)
- 2007 : Live EP (Fierce Panda) (EP live)